# 伊達基
伊達 基（だて もとい、1877年（明治10年）5月7日 - 1928年（昭和3年）1月13日）は、日本の北海道華族（男爵）。正四位。

## 人物
伊達家は伊達政宗の曽祖父稙宗第三子実元の後裔である。その子成実より10数世を経て邦実に至る。邦実は仙台藩内で亘理3万石を領す。その養子邦成は戊辰戦争敗北で領地を100分の1以下とされ、困窮した家臣団を連れて北海道で開拓事業を始める。北海道開拓御用掛、有珠紋鼈学校長等を歴任し男爵となる。
基は邦成の三男である。1904年12月28日に襲爵する。1905年、叙正五位。1912年、叙従四位。住所は北海道有珠郡伊達村（現伊達市）。

## 家族・親族
伊達家
- 父・邦成[1][3]
- 母・トヨ（1852年 - 1926年、伊達邦実の長女）[1][2]
- 妻・昌（1881年 - 1954年、宮城、石川邦光三女、石川小膳の妹）[1][2][3]
- 男・成勲（1906年 - 1932年）[1][2]
- 二女・敦子（1910年 - ?、廉夫の妻）[1][2]
- 養孫・廉夫（1907年 - 1987年、成勲養子、加藤泰秋六男）[2]